# Earl Blumenauer

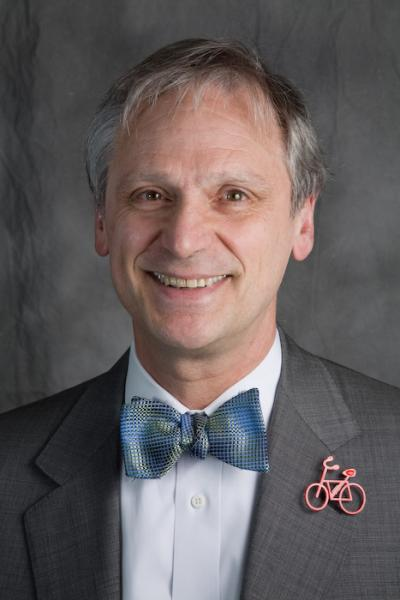
Earl Blumenauer

Earl Blumenauer, född 16 augusti 1948 i Portland, Oregon, är en amerikansk demokratisk politiker. Han representerar delstaten Oregons tredje distrikt i USA:s representanthus sedan 1996.
Blumenauer avlade 1970 grundexamen vid Lewis & Clark College och 1976 juristexamen.
Kongressledamoten Ron Wyden blev 1996 invald i USA:s senat. Blumenauer vann fyllnadsvalet för att efterträda Wyden som kongressledamot.
Blumenauer förespråkar en aktivare roll för USA i lösningen av Darfurkonflikten.